# Eksjön, Uppland
Eksjön är en sjö i Norrtälje kommun i Uppland och ingår i Norrtäljeåns huvudavrinningsområde.